# Tante Zita
Pour plus de détails, voir Fiche technique et Distribution.
Tante Zita est un film français réalisé par Robert Enrico sorti en 1968.

## Synopsis
Tante Zita est à l'agonie. Annie (Joanna Shimkus), adolescente parisienne, et sa mère se relaient à son chevet. Annie n'en peut plus, elle a peur de la mort, et s'enfuit dans la nuit au gré des rencontres.

## Fiche technique
- Titre : Tante Zita
- Réalisation : Robert Enrico, assisté de Philippe Fourastié, Bernard Queysanne et Serge Witta
- Scénario : Lucienne Hamon
- Date de sortie : 12 janvier 1968
- Durée : 105 minutes
- Musique : François de Roubaix
- Image : Jean Boffety
- Montage : Michel Lewin

## Distribution
- Joanna Shimkus : Annie
- Katína Paxinoú : Tante Zita
- Suzanne Flon : la mère d'Annie
- Paul Crauchet : le médecin
- Bernard Fresson : Boniface
- Med Hondo : James
- Josep Maria Flotats : Simon
- Roger Ibanez : l'Espagnol
- Odette Piquet
- Jacques Rispal : le sergent
- Paul Pavel
- Bernard Klein
- Solange Certain